# مارك بويل
مارك بويل (مواليد 8 مايو 1979)، المعروف أيضًا باسم الرجل العديم المال ، هو كاتب أيرلندي اشتهر بالعيش بدون مال منذ نوفمبر 2008،  وبالعيش بدون التكنولوجيا الحديثة منذ عام 2016. يكتب بويل بانتظام لصحيفة الغارديان البريطانية، وقد كتب عن تجاربه في كتابين. كتابه الأول رجل بلا مال: عام من الحياة الاقتصادية الحرة ، نشر في  2010. كتابه الرابع الطريق إلى المنزل: حكايات من حياة بدون تكنولوجيا صدر عام 2019. يعيش بويل بالقرب من لوغريا ، في غرب أيرلندا.

## النشأة
نشأ مارك بويل في باليشانون ، مقاطعة دونيجال . وحصل على شهادة في إدارة الأعمال من معهد غالواي مايو للتكنولوجيا ، قبل أن ينتقل إلى بريطانيا عام 2002.
خلال السنة الأخيرة من دراسته، شاهد بويل الفيلم غاندي ، الذي يدور حول حياة الماهاتما غاندي . وقد استشهد كثيرًا بهذه اللحظة باعتبارها اللحظة التي غيرت حياته.

## وظيفة مبكرة
خلال السنوات الست الأولى التي قضاها في بريطانيا، عاش بويل في بريستول وأدار شركتين للأغذية العضوية . في عام 2007، بعد محادثة مع أحد الأصدقاء قرروا خلالها أن "الما يخلق نوعًا من الانفصال بيننا وبين أفعالنا"، أنشأ بويل مجتمع باسم الاقتصاد الحر Freeconomy .

## أسلوب الحياة بلا مال
بعد بضعة أشهر من إنشاء مجتمع الاقتصاد الحر، انطلق بويل في رحلة استغرقت عامين ونصف من بريستول إلى بوربندر في الهند، مسقط رأس غاندي. وبإلهام من مسيرة الملح اللاعنفية ا لتي قادها غاندي في الهند في عام 1930، ومن المرأة في أمريكا معروفة باسم "بيس بيلغريم" ، انطلق في يناير 2008، ولم يكن يحمل أي أموال، بل كان يحمل فقط عدداً قليلاً من الممتلكات. ومع ذلك، فقد أُجبر على العودة بعد شهر واحد فقط من الرحلة، حيث أوقفت حواجز اللغة والصعوبات في إقناع الناس بالعمل من أجل الحصول على الطعام ومكان للإقامة رحلته بعد وقت قصير من وصوله إلى كاليه . أجرى أحد رفاقه في السفر فحوصات مسافرين لحالات الطوارئ، مما سمح لهم بالعودة إلى المملكة المتحدة. لم يخطط للرحلة، معتقدًا أنه من الأفضل ترك القدر يأخذ مجراه.
وفي وقت لاحق من نفس العام، وضع بويل خطة بديلة: العيش بدون مال تمامًا. بعد بعض المشتريات التحضيرية (بما في ذلك الألواح الشمسية وموقد الحطب) ، بدأ عامه الأول في "العيش بلا مال" في يوم شراء لا شيء 2008.
تلقى بويل دعاية إيجابية وسلبية كبيرة لأسلوب حياته الذي لا يملك المال، حيث ظهر على شاشات التلفزيون والراديو ووسائل الإعلام الأخرى في المملكة المتحدة وجمهورية أيرلندا وأستراليا وجنوب أفريقيا والولايات المتحدة وروسيا. تركز الكثير من الاهتمام على روتينه اليومي، بما في ذلك الطعام والنظافة وجوانب الحياة باهظة الثمن تقليديًا، مثل عيد الميلاد.
مارك بويل هو واحد من عدد قليل من الأفراد الذين عاشوا بدون أموال في التاريخ الحديث. ومنهم ايضا Heidemarie Schwermer [الإنجليزية] ، Tomi Astikainen [الإنجليزية] ودانيال سويلو . ومع ذلك، كثيرًا ما يذكر بويل قرائ ه بأن الحياة بلا مال ليست فكرة جديدة؛ في الواقع، إن نظام المال نفسه هو التطور الجديد ، حيث أنه لم يكن موجودًا إلا لجزء صغير من المجتمع البشري. الوجود منذ 200000 سنة.

## مجتمع الاقتصاد الحر
تم إنشاء مجتمع الاقتصاد الحر للسماح للناس بالمشاركة، والابتعاد عن اقتصادات التبادل الاتجاه الي فلسفة الدفع للأمام . شارك موقع www.justfortheloveofit.org الأصلي أوجه التشابه مع مواقع الويب مثل The Freecycle Network و Freegle و Streetbank ، وفي عام 2014 قرر Streetbank وFreeconomy أن "المشروعين سيكونان أقوى بكثير إذا اجتمعا معًا" وتم دمجهما.

### المهارات الحرة
إلى جانب المكون الإلكتروني لمجتمع الاقتصاد الحر، تعقد العديد من المناطق، بما في ذلك بريستول ولندن، جلسات للمهارات الحرة ، حيث يتناوب الاقتصاديون الحرون على نقل مهاراتهم في فصول مسائية مجانية لمرة واحدة. تضمنت المواضيع السابقة موضوعات تتراوح بين جمع التبرعات الخيرية وإدارة الغضب وصيانة الدراجات وصنع الخبز ومهارات الحملات الانتخابية.

### مدونة الاقتصاد الحر
كان بويل هو المؤلف الرئيسي لمدونة الاقتصاد الحر منذ إطلاقها في عام 2007. وضمت المدونة ايضا كتاب ضيوف منهم هيديماري شويرمر ودانيال سويلو وتومي أستيكاينن.

### قرية الاقتصاد الحر
يعمل بويل حاليًا مع آخرين لإنشاء أول مجتمع اقتصادي حر قائم على الأرض في المملكة المتحدة. من بين الأعضاء المؤسسين الآخرين شون تشامبرلين ، مؤلف كتاب الجدول الزمني الانتقالي (2009)، وفيرغوس درينان ، المعروف أيضًا باسم "Roadkill Chef" في بي بي سي .

## الأعمال
- الرجل عديم المال - كتاب بويل الأول، الرجل عديم المال: عام من الحياة الاقتصادية الحرة ، تم نشره في يونيو 2010 من قبل منشورات وان وورلد .[28] يوثق الكتاب عامه الأول بلا أموال، بما في ذلك العديد من التحديات العملية والفلسفية التي واجهها. تذهب عائدات المؤلف إلى صندوق Freeconomy Trust، لشراء أرض لتأسيس مجتمع Freeconomy.
- بيان بلا أموال: عش جيدًا، عش غنيًا، عش حرًا - دليل متابعة لبدء رحلتك بلا أموال، والذي يقدمه أيضًا مجانًا على موقعه على الإنترنت ( http://www.moneylessmanifesto.org/why-free/ ).
- شرب زجاجات المولوتوف مع غاندي – نُشر في أكتوبر 2015. في هذا الكتاب، يرى بويل أن أنظمتنا السياسية والاقتصادية أوصلتنا إلى حافة كارثة مناخية وأن الاحتجاج السلمي لم يعد كافيا لإحداث التغيير.
- الطريق إلى المنزل: حكايات من حياة بدون تكنولوجيا – نُشرت في يونيو 2019.[29]
- بن فوغل: حياة جديدة في البرية، السلسلة 13، 2021

## أقتباسات
- "إذا قمنا بزراعة غذائنا بأنفسنا، فلن نهدر ثلثه كما نفعل اليوم. وإذا صنعنا طاولاتنا وكراسينا بأنفسنا، فلن نرميها بمجرد تغيير الديكور الداخلي. إذا اضطررنا إلى ذلك إذا نظفنا مياه الشرب بأنفسنا، فربما لن نلوثها".[8]
- "لقد زادت درجات الفصل بين المستهلك والمستهلك بشكل كبير لدرجة أننا أصبحنا غير مدركين تمامًا لمستويات الدمار والمعاناة المتجسدة في الأشياء التي نشتريها." [8]
- "إذا لم يكن لديك جهاز تلفزيون بشاشة بلازما، فسيعتقد الناس أنك متطرف".[8]
- "كان من المهم حقًا بالنسبة لي أن أتخلى عن الحسابات المصرفية، لذلك أغلقت حساباتي المصرفية، لذلك لم تكن هناك شبكة أمان. أعتقد أن هذا هو المفتاح. أعتقد أنه لو كان لدي شبكة أمان، فلن أحصل على الفوائد التي حصلت عليها منها". لقد كانت حقيقة أنني كنت أعلم أنني أعيش لحظة بلحظة، يومًا بعد يوم.[30]

## أنظر أيضا
- البدائية الفوضوية
- اقتصاد الهدايا

## روابط خارجية
- مدونة الاقتصاد الحر
- رجل بلا مال عمود الجارديان
- فيديو لمارك بويل وهو يتحدث في TEDxO'Porto ، يونيو 2011